# Lucidarius
Een Lucidarius (ook: Lucidaire, Lucidario) is een middeleeuwse vertaling en bewerking van het Latijnse Elucidarium, een theologisch handboek uit ongeveer 1100. Er zijn Lucidarii geschreven in middeleeuws Nederlands, Engels, Welsh, Duits, Noors, Zweeds, Deens, Frans, Italiaans, Spaans, Tsjechisch en Russisch.
In de Nederlanden zijn er vier teksten die de naam Lucidarius dragen. Deze worden aangeduid als de Vers-Lucidarius, de Proza-Lucidarius, de Artes-Lucidarius en de gedrukte Lucidarius.

## Vers-Lucidarius
De Vers-Lucidarius is een bewerking van het Elucidarium. De tekst bestaat uit 6344 gepaard rijmende verzen, waarin een leerling - net als in het Latijnse origineel - vragen stelt aan zijn meester.
De tekst begint met een proloog van 36 versregels. Hierin vraagt de schrijver de Drie-eenheid om hem te vergunnen zijn gedicht te voltooien. Hij vraagt alle heiligen om tot de Drie-eenheid te bidden voor kracht om ‘te dichten eenen Lucidaris’.
Dan opent de leerling (‘clerc’) het gesprek met een vraag aan zijn meester. In totaal bevat de tekst 207 vragen (gebaseerd op de ruim 400 vragen uit het Latijnse origineel), over uiteenlopende theologische kwesties: Hoe kan God drie en toch één zijn? Hoe verging het Adam en Eva in het paradijs? Waarom moest Gods Zoon sterven om de zondeval goed te maken? Wat is de vrije wil? Waarom zijn voorspoed en rijkdom zo oneerlijk verdeeld over de mensen? Hoe is het in de hemel en in de hel? Hoe ziet het laatste oordeel eruit?
De Middelnederlandse schrijver ging vrij met zijn Latijnse bron om: hij liet gegevens weg, hij veranderde passages en hij voegde informatie toe op basis van andere bronnen. Die andere bronnen waren onder meer de Rijmbijbel en de Spiegel historiael van Jacob van Maerlant en de Duitstalige Lucidarius. De Vers-Lucidarius heeft daardoor een heel ander karakter dan zijn Latijnse bron. Het Elucidarium is vooral een leerboek, waaruit een geestelijke in opleiding allerlei theologische waarheden kan leren; de Vers-Lucidarius is vooral een moraliserend boek, waarin leken worden aangespoord om deugdzaam te leven.
Het is niet precies bekend wanneer de Vers-Lucidarius geschreven is, maar vast staat dat dat ergens tussen 1288 en 1350 moet zijn gebeurd. De tekst kan niet ouder zijn dan 1288: in de Vers-Lucidarius is een passage overgenomen uit de Spiegel historiael uit dat jaar. De tekst moet jonger zijn dan 1350, omdat het oudste stuk perkament met de Vers-Lucidarius erop gedateerd wordt in de jaren 1325-1350.
De Vers-Lucidarius bestaat nog in zijn geheel in een middeleeuws handschrift uit de vroege vijftiende eeuw. Daarnaast zijn er fragmenten uit 1325-1350 (de zogenoemde Kampse fragmenten). In twee vijftiende-eeuwse manuscripten zijn passages uit de Vers-Lucidarius overgeschreven. De tekst is in 2005 uitgegeven door Nolanda Klunder.

## Proza-Lucidarius
De Proza-Lucidarius is voor het grootste deel een getrouwe vertaling van het Latijnse Elucidarium. Deze prozatekst behandelt dus in dialoogvorm dezelfde theologische kwesties als het Elucidarium. Er is wel verschil tussen het origineel en de proza-vertaling: de auteur liet een vijfde van de Latijnse vragen weg en voegde materiaal toe uit diverse andere bronnen. Zijn belangrijkste aanvullende bronnen waren het Bijbelboek Genesis en het Liber Scivias van Hildegard van Bingen. Uit het Liber Scivias vertaalde hij lange passages over de komst van de Antichrist aan het einde der tijden. Om dit verhaal compleet te maken, citeerde hij ook uit diverse andere boeken, met name uit De ortu et tempore antichristi van Adso Dervensis (tiende eeuw). Daaruit blijkt dat de onbekende Middelnederlandse auteur goed geschoold was.
Over de datering van de Proza-Lucidarius is niets bekend. Het enige handschrift ervan werd in 1469 geschreven door ene Arnoldus van Almelo in het klooster Frenswegen. Arnoldus schreef zeer waarschijnlijk de tekst over van een ander. Zelf was hij een Lekenbroeder en kende hij hoogstwaarschijnlijk niet voldoende Latijn om het Elucidarium te vertalen.
Frenswegen was een klooster van de Moderne Devotie. Frenswegen ligt bij Nordhorn, net over de grens in de buurt van Almelo: daarom noemt men de Proza-Lucidarius wel Nederduits, maar taalkundig gezien kan men evengoed spreken van een oostelijke variant van het Middelnederlands.
De Proza-Lucidarius is in 1992 uitgegeven door Dagmar Gottschall.

## Artes-Lucidarius
De Artes-Lucidarius is een geheel andere tekst dan de Vers- en de Proza-Lucidarius. Ook deze tekst gaat terug op het Latijnse Elucidarium, maar slechts indirect: de Artes-Lucidarius is een vertaling van de Duitse Lucidarius. Deze Duitse Lucidarius op zijn beurt is een zeer vrije bewerking van het Elucidarium. In de Duitse Lucidarius worden niet alleen theologische, maar allerlei wetenschappelijke kwesties behandeld: ook vragen over geografie, kosmologie, meteorologie en liturgie komen aan de orde. De tekst was in de Middeleeuwen zeer populair en werd tientallen malen overgeschreven, gedrukt en vertaald in andere talen.
De Middelnederlandse Artes-Lucidarius is een getrouwe vertaling van de Duitse Lucidarius. Artes is de term die wordt gebruikt voor middeleeuwse teksten met een wetenschappelijke inhoud. Deze vertaling werd vóór 1339 gemaakt: in 1339 werd een kort fragment eruit overgeschreven in een manuscript. De tekst in zijn geheel kennen we alleen uit een handschrift uit de tweede helft van de vijftiende eeuw.
De Artes-Lucidarius is in 2005 uitgegeven door Nolanda Klunder en in 2021 door Ludo Jongen en Nolanda Klunder.
Ludo Jongen en Nolanda Klunder: Een middeleeuwse vraagbaak. De Artes-Lucidarius in het Londense handschrift (British Libary, ms.add. 10286). Verloren, 2021. ISBN 9789087048983

## De gedrukte Lucidarius
Naast drie Lucidarius-teksten die we kennen uit middeleeuwse manuscripten, is er ook een gedrukte Lucidarius. Deze tekst gaat indirect terug op het Latijnse Elucidarium: het is een vertaling van de populaire Franse Second Lucidaire.
De Second Lucidaire werd kort na 1312 geschreven als vrije bewerking van een Franse vertaling van het Elucidarium. De Franse auteur voegde aan de theologische inhoud allerlei nieuwe gegevens toe, over natuurwetenschappelijke onderwerpen en paranormale verschijnselen als tovenarij en hekserij.
Deze Franse tekst vormde het uitgangspunt voor een gedrukt Nederlandstalig boekje dat aan het begin van de zestiende eeuw verscheen bij drukker Thomas van der Noot te Brussel. Van dit boekje is erg weinig overgebleven: in de Koninklijke Bibliotheek in Den Haag liggen de gehavende restanten van acht pagina’s.